# Hendrik Johan Kruls

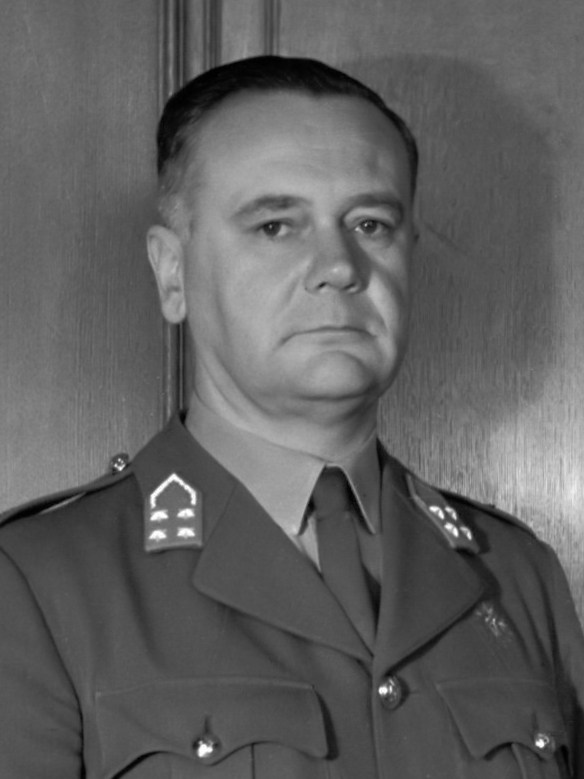
H. J. Kruls (1946)

Hendrik Johan Kruls (* 1. August 1902 in Amsterdam; † 13. Dezember 1975 in Den Haag) war ein niederländischer General.

## Leben
Kruls trat 1922 als Offizier der Artillerie in die niederländischen Streitkräfte ein. Von 1926 bis 1931 studierte er an der Universität Utrecht Jura. Am 1. April 1939 wurde Kruls als Hauptmann zum Adjutanten des Verteidigungsministers Jannes Johannes Cornelis van Dijk ernannt. Diese Position bekleidete er auch unter dessen Nachfolger Adriaan Dijxhoorn, den er nach London ins Exil begleitete.
Er leitete 1944–1946 die Militärregierung der Niederlande und wurde am 1. November 1945 zum Generalleutnant befördert. Auf den 1. Mai 1949 wurde Kruls General und gleichzeitig zum Generalstabschef der drei niederländischen Teilstreitkräfte ernannt.
Nach seiner Militärkarriere war Hendrik Johan Kruls für die Unternehmen American Express und KLM tätig und engagierte sich publizistisch. Er war zweimal verheiratet und Vater einer Tochter aus erster Ehe.